# Abony
Abony é uma cidade da Hungria, situada no condado de Peste. Tem 127,97 km² de área e sua população em 2019 foi estimada em 14.392 habitantes.